# 長野県下高井農林高等学校
長野県下高井農林高等学校（ながのけん しもたかいのうりんこうとうがっこう）は、長野県下高井郡木島平村穂高にある、長野県の最北に位置する公立高等学校。
文化祭は「農林祭」と称し、その名称は校名に由来する。

## 設置学科

### 令和4年度入学生から
- 地域創造農学科
  - 産業創造コース
  - 環境創造コース

### 令和3年度入学生まで（募集定員:80名）
- アグリサービス科
  - 植物科学コース
  - 動物科学コース
  - 食品化学コース
  - 食文化コース
- グリーンデザイン科
  - 森林活用コース
  - 地域資源活用コース
  - 草花活用コース
  - 園芸福祉コース

## 沿革
- 1906年4月28日 - 郡立乙種農林学校として開校。
- 1920年5月19日 - 文部省令により、長野県下高井農林学校へ改称。
- 1924年4月1日 - 校旗、校歌制定（作詞高野辰之、作曲岡野貞一）
- 1944年4月1日 - 農業科、林学科を設置。
- 1948年4月1日 - 学制改革により、長野県下高井農林高等学校となる。全日制課程に農業科（3学級）、林学科（3学級）、女子農業科（3学級）、定時制課程に農業科、女子農業科を設置。
- 1963年4月1日 - 生活科設置。定時制課程を廃止。定員180名。
- 1989年4月1日 - 農業科、林学科、生活科をすべて1学級ずつにする。定員120名。
- 1991年4月1日 - 農業科、林学科、生活科のくくり募集開始。
- 2004年4月1日 - 学科再編。生物資源科、緑地環境科のくくり募集開始。定員80名。
- 2012年4月1日 - 学科再編。アグリサービス科・グリーンデザイン科のくくり募集開始。
- 2022年4月1日 - 学科再編。アグリサービス科とグリーンデザイン科を併合し、地域創造農学科を設置。

## 教育目標
1. 真理を探究し、創造の精神をつちかう
2. 礼節を重んじ、自他の敬愛をはかる。
3. 責任を自覚し、社会の形成者としての任務を全うする。
4. 職業を尊び、勤労の精神を養う。
5. 健康に心がけ、明朗闊達の気風を高める。

## 部活動
- スキー部は第1回全国高等学校スキー大会で男子総合優勝。

## 出身者
- 佐藤和男  - クロスカントリースキー
- 富井彦 - ノルディック複合、長野オリンピック代表
- 木内正勝 - 前飯山市長
- 湯本史寿 - スキージャンパー
- 西方仁也 - スキージャンパー

## 校歌・応援歌
- 校歌（作詞：高野辰之 作曲：岡野貞一）

## 最寄駅
- 東日本旅客鉄道飯山線：飯山駅よりバス